# 待遇表現
待遇表現（たいぐうひょうげん）とは、円滑なコミュニケーションを推進するため、上下親疎の人間関係及びその場の状況や雰囲気を認識し、言葉・文章を選択して言語化することを指す。

## 定義
1991年の早稲田大学日本語研究教育センター紀要三号で発表された論文では以下のように定義されている。
教育の場や標準としての言語の中で相手を卑下し、悪口する表現が取り上げられることは少ないため、狭義には敬語表現を指して待遇表現と呼称する場合もあるが、通常は自身の持つ感情や思想を直接的に表現するのではなく人間関係や場に配慮して選択的に表現する言語行為全般を指している。
例えば、自身に「水を飲みたい」という欲求があり、これを相手に伝えたい場合、相手が誰で、現在がどういう状況なのかによって選択される表現が異なる。相手が友人で表現場が友人の家であった場合、「依頼」という表現機能が選択され、「水ちょうだい」や「お水をください」といった表現が選択される。相手が目上の上司で場所が仕事場であった場合、「許可」という表現機能が選択され、「水を飲みに行っても良いですか」などといった表現が選択される。

## 不平等な待遇表現
前項で、「教育の場や標準としての言語の中で相手を卑下し、悪口する表現が取り上げられることは少ない」とあったが、これを軽蔑の意図や構図が実際に会話に現れることが通常稀であると理解するのであれば、それは現実と大きく懸け離れている。
Brown and Gilman (1960:271) は、例としてこの当時のアメリカですでに、労働者がその上司に非対称な丁寧な呼称を使うとしたら、人間としての尊厳が破られていると感じうるだろうと述べている。しかし、山下 (2009:75) および山下 (2012) によると、Ammon (1972) は、このような待遇表現の変化に対して、イデオロギー上、人間が平等になったのだからという理由で、貴賎・主従・尊蔑の待遇表現をなくしたとしても、人間社会である以上は力や権威の差があり、現実の不平等があるため、これだけでは却って現実に確固として存在する不平等を隠す効果を持っていると指摘している。そして、Brown and Gilman (1960) は、イデオロギー上の平等化の陰にある、相変わらず継続する実際の力の不平等を見ていないと批判している。

### 標準日本語の事例
現代の規範主義的な日本語の場合、自分が支配者であり、相手が服従者であるとして、相手を軽蔑する姿勢を、動詞接辞やコピュラ動詞によるスピーチレベルの違い、選択する語彙によるスピーチの軽重の違い、動詞や人称代名詞の使用法、呼称、依頼表現、感謝表現、陳謝表現、挨拶、などすべての領域で明確に表現でき、実際にこれらの領域全てにおいて、貴賎や主従に応じた非対称な待遇表現が多く使用され、貴賎や主従がそのまま尊蔑に反映されている。イデオロギーとしても、これらの不平等を、劣位者・服従者が受け入れることは、「礼儀」として、これらの人々が当然守るべき義務と規範化されている。
ネウストプニー (1974:22-23) では、この時点での現代標準日本語を、「基本的には連帯的な特徴を表現するが、身分的特徴も混ざっているシステム」としている。また、「です・ます」と、「だ・である」との使い分けについては、ネウストプニー (1974:21) で「ほとんど、目上か目下かの問題ではなく、親しさの程度による」、ネウストプニー (1974:23) で「殆ど連帯的特徴による」としている。しかし、続く部分であるネウストプニー (1974:23-24) で、当時の現代標準日本語において、「です・ます」と「だ・である」が非対称・差別的に使われる実例を、客と店員で、客を「目上」（支配者・優位者）後者を「目下」（服従者・劣位者）であると位置づけて紹介している。続いて「現代ヨーロッパ語の中では、程度は日本語より少ないが」と断った上で、現代西ヨーロッパ諸語における、呼称、人称代名詞による不平等な軽蔑あるいは尊敬の表現について述べ、最後に「以上のようなわずかの例外をのぞくと、現代ヨーロッパの諸言語の敬語は、殆ど完全に、身分的なものではなく、親しさの程度によるものである。」と結んで、現代標準日本語と、西ヨーロッパ諸語の間に、身分か連帯的特徴（平等）かどちらを重視するかで差異を設けている。また、ネウストプニー(1970:32-33)では、標準日本語のイデオロギーになれた人物の英語コミュニケーションの特徴として、「日本語で目下とみられるような人に対する場合には、英語としては明らかに乱暴な態度が出ることがある。」とし、例として「店の売子」「掃除婦」「小使いさん」「若い助手」を、「同等な人間」、「平等に待遇」すべき人間としてでなく、日本標準語同様に下賎な存在として軽蔑することが見られると指摘している。
南(1987)では、この時期の日本標準語のイデオロギーにおいて待遇表現上、軽蔑されることが許されている対象として、南(1987), p. 100-104で、社会階層で劣った者、自分より出生が晩い者、組織の加入が晩い者、職位における被支配者、女性、マイノリティー、能力が劣った者、店員、物を借りたり頼んだりする側、教えられる側を挙げ、この内女性とマイノリティーへの差別（女性差別、人種差別）のみを「差別的上下関係」として、ほかは差別ではないとして分類している。また、南(1987), p. 115では、この時点での標準日本語では、貴賎や主従に基づく待遇表現が優勢であると主張している。南(1987), p. 132-133では、丁寧な待遇表現を用いることで却って話者の品格教養を誇示し、相手を軽蔑する表現にも触れている。
蒲谷ほか(1998), p. 8-10では、「ここではあくまでも、『社会における人間関係』を相対的に位置づけることに主眼があり、『上下関係』というよりはむしろ『人間関係』の相対的距離間を示すものであるということです。」「絶対的な上下関係があるというような考え方や、人間を上下関係で捉えるという見方とは全く相容れないものであることは、言うまでもありません。」と但し書きはつけているものの、現実には、P8で親疎関係をも上下に位置付けるよう転換すると宣言したうえで、P9－P10にあるその表において、人間を『+2』から『-2』 までのポイント制に基づく上下関係で捉え、後輩（後に入った者）を劣位者として位置づけ、日本標準語規範主義において設定される人間間の貴賎と主従の関係と、それに伴う貴賎と主従の関係を明示した日本標準語での規範的待遇表現の内容をそのまま再生産して、かつそれを整理して提示している。
蒲谷ほか(1998), p. 208では、「『あなた』には、（中略）『-1』の『相手』であっても粗末には扱わないといった機能などが中心になると言えましょう」と述べており、例として教師と学生、上司と部下を挙げ、支配する身分である前者が、後者に「あなた」を使うのは適切であるが、服従する身分である後者が、前者に「あなた」を使うことを、「対等の立場であることを特別に強調したい状況がない限り」と但し書きを付けてはいるものの、原則として、服従すべき身分であるにも拘らず、支配すべき身分である相手を「優位者」（支配者）と認めない反乱行為であるとして、「当然失礼な言い方」とする認識を示している。
蒲谷ほか(1998), p. 208では、「また、妻が夫を、『ねえ、あなた』などと呼ぶ場合には、やや親しみ（？）も込められていると言えますが、夫が妻を『おまえ』ではなく『あなた』と呼ぶ場合には、やや改まった感じで対等の立場であることを強調しているといった感じがあります。」と述べ、この時期の標準日本語における規範主義的な待遇表現で、夫婦は通常時対等な待遇表現をされず、妻は夫より下賎で服従する立場である待遇表現を受けるのが通則であるとの、日本規範主義文化における男尊女卑の主従関係を反映した待遇表現を通則であるとみなす認識が示されている。
三輪(2000), p. 92-93では、その当時の標準日本語についての認識を示したものとして、「日本語では、状況や場面によっては敬語に関して非相互的な事態が少なくない。目上に対して丁寧な敬語を使う人が、目下に対してはしばしばぞんざいになる。」「売買の場でも売る側が丁重な敬語体で話し、買う側が常語体で話すのは日本語ではしばしばあることだ。」「日本ではそれが許される、そうすべきだ、と考えている人が、女性も含めて、少なくない。」「時には、店員の極めて丁重な接客用語と、客の側の常語体との落差の激しさに、傍らで聞いていて聞き辛くなることもある。」と述べて、この当時の日本標準語において、買い手が支配者、売り手が服従者として待遇表現上位置づけられていたと記述し、併せてその後で、坂口安吾の「敬語論」（坂口:1948)で、物不足の際は売る側が支配者で、買う側が服従者と待遇表現上位置づけられていたと書かれていたとして紹介し、売り手買い手の間の現実の力関係がこの2つの現象を統一的に記述するために注目すべき点であると述べている。
また、三輪(2000), p. 93-94では、この当時の日本標準語の待遇表現についての認識を示したものとして、非相互的な敬語使用は、上司部下だけでなく、上級生下級生、先輩と後輩の間にもあり、特に部活の先輩と後輩には顕著なようであるという内容を提示している。その後で、三輪は、「そして上に対して丁重な敬語を使うものは、往々にして下にたいしてぞんざい尊大な話しぶりになり、しかも下からは丁重な敬語を要求して、その些細な誤りでも咎めだてするところがある。日本語敬語は、上位者にとっては心地よい言語であろうが、下位者にとっては不愉快なことの多い言語である。上司・部下と先輩・後輩との言葉遣いの非相互性は、後輩が上司になったり、逆に先輩が部下になったりした時、双方にしばしば深刻な感情問題を引き起こすこともよく知られる。」と述べ、日本標準語規範主義待遇表現を、「日本語敬語」と位置付けて、その主従関係の明示性が、社会上屈服させられ劣位におかれた者の自尊心を傷つけることを指摘している。

### 標準韓国朝鮮語の場合
規範主義的な韓国朝鮮語の場合も、事情は規範主義的な日本語と類似している。李翊燮他(2004:220)では、「韓国語は位階秩序が厳格に反映される言語である」「日本語が大変よく似た水準であるだけで、細分化された敬語法で有名なジャバ語も、韓国語よりは遙に単純な水準に思われる。」として韓国語を日本語と同様、貴賎や主従という位階秩序が尊蔑に反映され、貴賎・主従・尊蔑の区別を厳密に義務付ける言語であると主張している。
また、李翊燮他(2004:221-223)では、規範主義韓国語の主たる二人称代名詞が5つ挙げられているが、너/nɔ/（お前）、자네/jane/（君）、당신/daŋsin/（あんた）はすべて、相手の下賎を表示する待遇表現であり、わずかに댁/tɛk/（お宅）と어르신/ɔrɯsin/（旦那様）のみが、相手の下賎を表示しない丁寧な二人称代名詞である、としている。
これらのうち、너は、最も話者にとっての心理的緊張の低い形式であり、対等な関係であれば最も打ち解けた表現で、対等な関係を保証しない場合は、相手に対しその下賎を強く表現する表現となる。李翊燮他(2004:221)では、幼い未成年者や自分の子供を呼ぶ、最も相手を軽蔑した言い方であるとしている。자네がそれに続くが、これは対等な関係であれば打ち解けた表現で、対等な関係を保証しない場合には相手を下賎だと見なしつつも、너よりは相手の持つ力を重んじた表現である。李翊燮他(2004:221)によれば、小学校や中学校の教師が生徒を呼ぶ際には너で社会イデオロギー上許容されるが、大学教授と大学生/大学院生の場合、자네の方が望ましいと主張している。당신は、対等な関係であれば、やや古い世代の夫婦間などで用いられ、対等な関係を保証しない場合に相手を賎しいとして扱う二人称代名詞の中では最も丁寧であり、ちょうど上に挙げた、規範主義日本語の「あなた」に酷似している。
李翊燮他(2004:221-222)によれば、당신は、英語における二人称代名詞youの訳語としても用いられたり、不特定多数に向けた二人称としても用いられ、この際は下賎だと見なす意味は通常ない。これも規範主義日本語での「あなた」同様である。相手への呼称でも、優位者・支配者には、役割名称＋님/nim/もしくは、固有名称+씨/σi/を使い、対して劣位者・服従者には、役職名や固有名の呼び捨てで応じ、規範主義日本語と類似したやり方で貴賎と主従の関係を明示する。李翊燮他(2004:225-234)に、呼称による細かい差別について乗っている。
スピーチレベルでの差別では、李翊燮他(2004:247-260)は、その表現が相手に自身の優位と相手の劣位を表示することの多い、4スピーチレベルと、その表現が相手に自身の劣位と相手の優位を表示することの多い丁寧に分類される2スピーチレベルが区別されると主張する。また、主体や客体への心的態度を表す動詞も存在する。規範主義イデオロギーの中で軽蔑される対象としては、李翊燮他(2004:265-269)によれば、自分より出生順が晩い者、組織加入順が晩い者、女性、職位が劣っている者である。これらは、標準日本語のイデオロギーとも共通する。
植田晃次(2009:119-120)によれば、朝鮮民主主義人民共和国の金日成は、「我々のことばは礼儀作法をはっきり表すことができるので、人々の共産主義道徳教育にも非常にいいのです」と意見を述べた。しかし、下に述べる西ヨーロッパ諸語や漢語諸語では、「共産主義」の道徳はむしろ不平等な待遇表現を是正する方向を掲げている。
韓国朝鮮標準語では、上に挙げたとおり、日本標準語同様、出生順が晩い者、とりわけ子供には軽蔑的な待遇表現が横行しているが、これも日本標準語同様であるが、必ずしも話者全員が、その標準的規範主義イデオロギーに基づく待遇表現に賛同しているものではない。たとえば、金成妍(2010:113-114)には、方定煥をはじめとする児童の権利擁護者たちが、子供に敬語を用いて、対等な人格を認めていたことを記述している。

### 西ヨーロッパ諸語の場合
西ヨーロッパ諸語における軽蔑・服従の非対称な待遇表現は、例に事欠かない。西ヨーロッパ諸語では、呼称、選択する語彙、二人称代名詞の使用法、依頼表現などで相手への差別・軽蔑を明確に表現でき、実際にも使用された。Brown and Gilman (1960:255)では、西ヨーロッパ系言語における軽蔑表現の実例として、現代以前の諸例が挙げられており、例えばその中からの一例を引くと、15世紀のイタリア文学内で、キリスト教徒がユダヤ教徒やムスリム（オスマントルコ人）に対して、砕けた人称代名詞を用い、対して非キリスト教徒の側はこわばった丁寧な人称代名詞を用いており、結果として、現実世界で実際にそうであったかとは関係なく、作品世界上で非キリスト教徒への軽蔑を表現している。また、Brown and Gilman (1960:270) では、公民権運動以前の状態として、アメリカ南部ではアフリカ系アメリカ市民は西ヨーロッパ系アメリカ市民から個人名で呼ばれ、対して逆に相手を呼ぶときは「丁寧呼称Mr＋家族名」で呼ぶことをわきまえるよう求められていたことを述べている。ただし、これらの待遇表現上の差別は、すべて現代西ヨーロッパ諸語では公的には消滅した。
現代西ヨーロッパ諸語で残っている待遇表現上差別として、主たるものはまず軍隊で、ここでは階級における支配者・優位者に対して、例えば英語であればSir/Ma'amを付け、対して相手はそれを付けない。また、学校、とりわけ高校以前での教師と学生の間での呼称・代名詞での非対称性がある。
たとえば現代イタリアでは、小学校時代は教師の名前を呼べ、Tuを使えても、中学校以降になるとLeiを使い、名前を呼べず、対して教師は学生をTuを使い、名前で呼ぶ。しかし、大学以降になると、多くの場合お互いLeiになり、名前を使わなくなるため、対称使用が原則となる。
現代ドイツでも、親称の二人称代名詞、Duで呼ばれ、敬称の二人称代名詞、Sieで返す、非対称な代名詞使用をしていた学生は、15〜16歳程度になると、教師からSieで呼ばれ、対称使用が原則となる。
英語圏では、人称代名詞ではなく呼称で差別が現れる。小中高と「Mr/Ms＋家族名」で学生は教師を呼び、教師は基本的に個人名で学生を呼ぶ。しかし、ピンカー (2009:128-129) によれば、現代アメリカの場合では大学以降になると、とりわけ研究室に入り教師と仲間関係になると、お互い個人名を呼び合い、対称使用が原則となる。Brown and Gilman (1960:271) では、すでにこの時代から、お互いに個人名で呼び合うという大学の教師と学生との関係がアメリカで一定程度見られたことを記述している。次に子供と親との間の呼称の非対称性がある。Brown and Gilman (1960:269-270) では、この時点で、非常に革新的な親以外は、子供から個人名で呼ばれることを許容しなかったとある。ただし、代名詞に関しては基本現代西ヨーロッパ諸語では親子は平等であり、お互いに砕けた二人称代名詞を使うか、英語のようにyou一つで済ます。
日本語と英語を比較した場合、尊敬・謙譲、丁重、丁寧の表現の仕方が、日本語では言語内文法（敬語法）<honorifics> 、英語では言語外要素からなる語用論<pragmatics> に依存しているという指摘がある。

### 漢語諸語の場合
現代漢語諸語のなかで、たとえば大陸中国の普通話では、你(nǐ)と您(nín)の使い分けの非対称や、生まれた順番による小や老といった待遇称号の差別、職業に基づく呼称の使用の非対称、依頼表現の差異などがあるものの、大まかには待遇表現上の対称使用が中心である。これは辛亥革命から国共内戦、現代でのグローバル資本主義に至るまで、中国で儒教その他に基づく帝政時代の不平等な人間関係イデオロギーが、批判、撤廃されてきたことによる。しかし同時に、共産党一党独裁であるため、公的な場での権力者への尊敬を示す待遇表現は強く残っている。
旧帝政時代には、儒教の影響から、皇帝から平民に至るまでの身分と、生まれた順番に基づく権力配分、ジェンダーに基づく権力配分の下、非対称・差別的な待遇表現が多くみられた。日本語や韓国朝鮮語における漢語系の差別的な待遇表現は、これらに由来するものが多い。

### セム諸語の場合
多くのセム諸語では、多くの欧米語同様三人称での性差別を有し、かつ多くの西ヨーロッパ諸語と違い二人称にも性差別を有するものの、狭義の丁寧さに関する限り、現代ヘブライ語では二人称単数はattah/atの1レベルしかなく、また、古典アラビア語でもanta/antiであって同様である。また、新妻 (2009:127-132) によると、古典アラビア語では、基本的に二人称への依頼・命令形は肯定1種類、否定1種類しかない。しかし竹田 (2010:103) によると、現代実際に口頭で使用される現代標準アラビア語では、許可や可能性を通じた相手への遠回しな要求の例が見られる。エジプト・アラビア語では、二人称代名詞単数独立形にinta/intiだけでなく、HaDritak/HaDritikという丁寧形が存在し、場合によっては優位者と劣位者の間で非対称、差別的表現が見られる。

### 標準ネパール語の場合
標準ネパール語では、カースト差別と年齢差別に基づく非対称な待遇表現が優勢である。Anna Siewierska(2004:229-230)が、Acharya(1991:108)を引用して示したテーブルによれば、カースト差別で軽蔑される順に、年齢差別で軽蔑される年が幼少な順に、非丁寧な待遇表現を甘受する必要がある。また、ネパールの旧王制を反映して、この記述の時点で王室メンバーにはsarkaarという特殊な人称詞が使われているとの記述がある。